# Barbus magniatlantis
Barbus magniatlantis е вид лъчеперка от семейство Шаранови (Cyprinidae). Видът не е застрашен от изчезване.

## Разпространение
Разпространен е в Мароко.